# Васил Драгнев
Васил Драгнев е български революционер и общественик, деец на Вътрешната македоно-одринска революционна организация.

## Биография
Роден е през 1883 година в Ябланица. Присъединява се към ВМОРО и става четник при Петър Юруков през 1905 година След войните за национално обединение членува в Илинденската организация. Умира на 10 юли 1941 година.